# 芬利冰川
73°35′S 165°38′E / 73.583°S 165.633°E
芬利冰川是南極洲的冰川，位於維多利亞地的博克格雷溫克海岸，流經蒙蒂格爾山西北坡，最終注入破冰船冰川，美國地質調查局根據測量和該國海軍的空中照片繪入地圖。